# Sabotage: Maestro do Canão
Sabotage: Maestro do Canão é um documentário de 2015 que conta a história do cantor e compositor Sabotage, falecido em abril de 2003.

## Sinopse
Falando de dentro da Comunidade do Canão, a ilha de pobreza encravada entre bairros de classe média de São Paulo onde cresceu, o rapper Sabotage abre sua mente neste documentário inédito, soltando o verbo espontâneo, sincero e profundo. Discute a infância, o ócio, a rua, a desigualdade, o descaso, a solidariedade, o passado e o futuro, como uma antena que capta e emite realidade em todas as direções. Depoimentos de diversos músicos e pessoas ligadas a ele, demonstram a importância desse artista que misturou estilos e se tornou uma lenda após sua morte.
O documentário contou com particições de Mano Brown, Rappin' Hood, Thaíde, BNegão, João Gordo e Rica Amabis mostram a importância do rap de Sabotage, conhecido pela frase que dava nome ao seu disco: Rap É Compromisso!. Outra sentença lapidar, repetida algumas vezes e presente em caligrafia à mão no pôster que enfeita o sofá ao lado de sua viúva, Dalva, resume bem a filosofia do artista – "Um bom lugar se constrói com humildade". E foi assim que ele construiu, não só sua carreira, como sua vida. Isso é bem demonstrado através dos depoimentos de seus familiares - e é especialmente triste ver o seu filho comentar algumas passagens, ainda mais quando temos tão presente o quanto a falta do seu pai deve lhe ser sentida.